# Centrale nucleare di Almaraz
La centrale nucleare di Almaraz è una centrale nucleare spagnola situata presso la città di Almaraz, in Estremadura. L'impianto è composto da due reattori di tipologia PWR per 1966MW di potenza netta.